# Il piccione d'argilla (film 1971)
Il piccione d'argilla (Clay Pigeon) è un film statunitense del 1971 diretto da Lane Slate e da Tom Stern. 

## Trama
L'ex militare della guerra del Vietnam, Joe Ryan è stato reclutato dall'FBI per andare sotto copertura a Los Angeles e trovare altri ex soldati che fanno parte di una banda di spacciatori di droga.